# 藤崎八旛宮
藤崎八旛宮（ふじさきはちまんぐう）は、熊本県熊本市中央区にある神社である。旧社格は国幣小社。熊本市域の総鎮守として信仰を集める。
応神天皇を主祭神とし、神功皇后・住吉三神を相殿に祀る。
社名は一般の八幡宮と異なり「旛」の字を用いるが、天文11年（1548年）に後奈良天皇から賜った宸筆の勅額に使用されていたもので、以降これを踏襲している。

## 歴史
承平5年（935年）、敕願により藤原純友の乱の追討と九州鎮護のために、国府の所在地であった宮崎庄の茶臼山に石清水八幡宮から勧請を受けて創建された。九州の石清水五所別宮の一社である。鎮座のとき、勅使が馬の鞭としていた石清水の藤の枝を地面に刺したところ、芽を吹き枝葉が生えたので、「藤崎」を社名としたという伝承がある。国府八幡宮として国司や朝廷の崇敬を受けた。鎌倉時代以降は歴代領主の崇敬を受け、江戸時代には熊本城の鎮守社とされた。
明治10年（1877年）、西南戦争で社殿を焼失し、現社地に移転して復興した。大正4年（1915年）、国幣小社に列格した。

### 藤崎八旛宮秋季例大祭
熊本市民に親しまれている、熊本市のお祭りである。

### 藤崎の語源の異説
熊本県の歴史研究家の鈴木喬は以下の説を唱えている。
「肥後国誌」によると藤崎に八崎あり、藤崎、鐘射崎、牧崎、榎崎、河原崎、御崎、弥勒崎、筆崎とある。つまり台地の先の尖ったでっぱりが岬（崎）とよばれている。藤崎も藤の花が咲いたら「藤咲」の字を当てるべきなのに、「藤崎」という字を当てているところからみると、井芹川に突き出た岬であったと考えていい。また藤という振り仮名が今でこそ「ふじ」ですが旧かな使いによると「ふぢ」でした。これを濁らないで読むと「ふちさき」で、つまり井芹川の淵に突き出た岬という意味からついた地名でいい。

## 文化財

### 重要文化財（国指定）
- 木造僧形八幡神坐像・木造女神坐像[5]

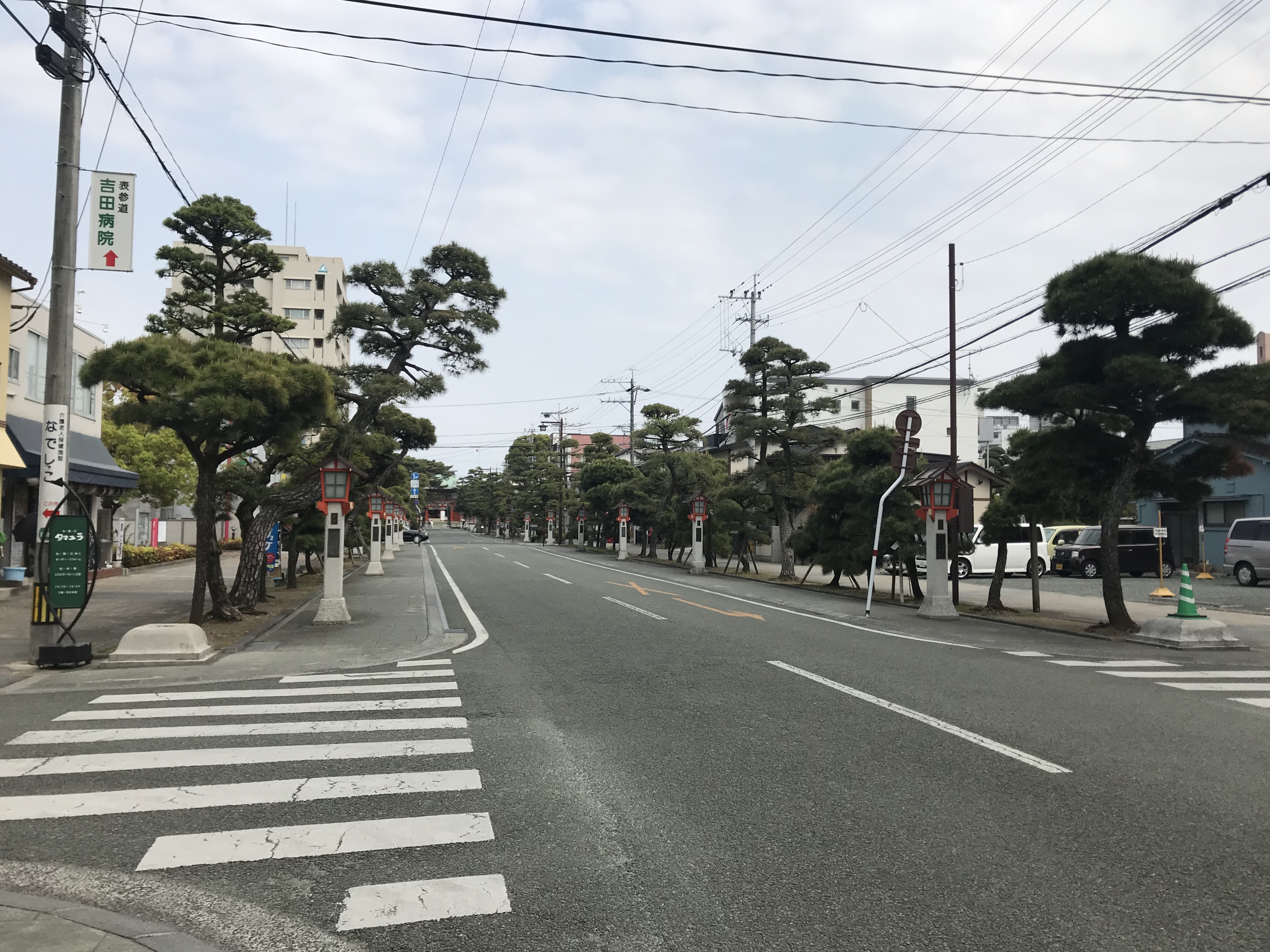
国道3号線側、鳥居より本殿方向を望む。
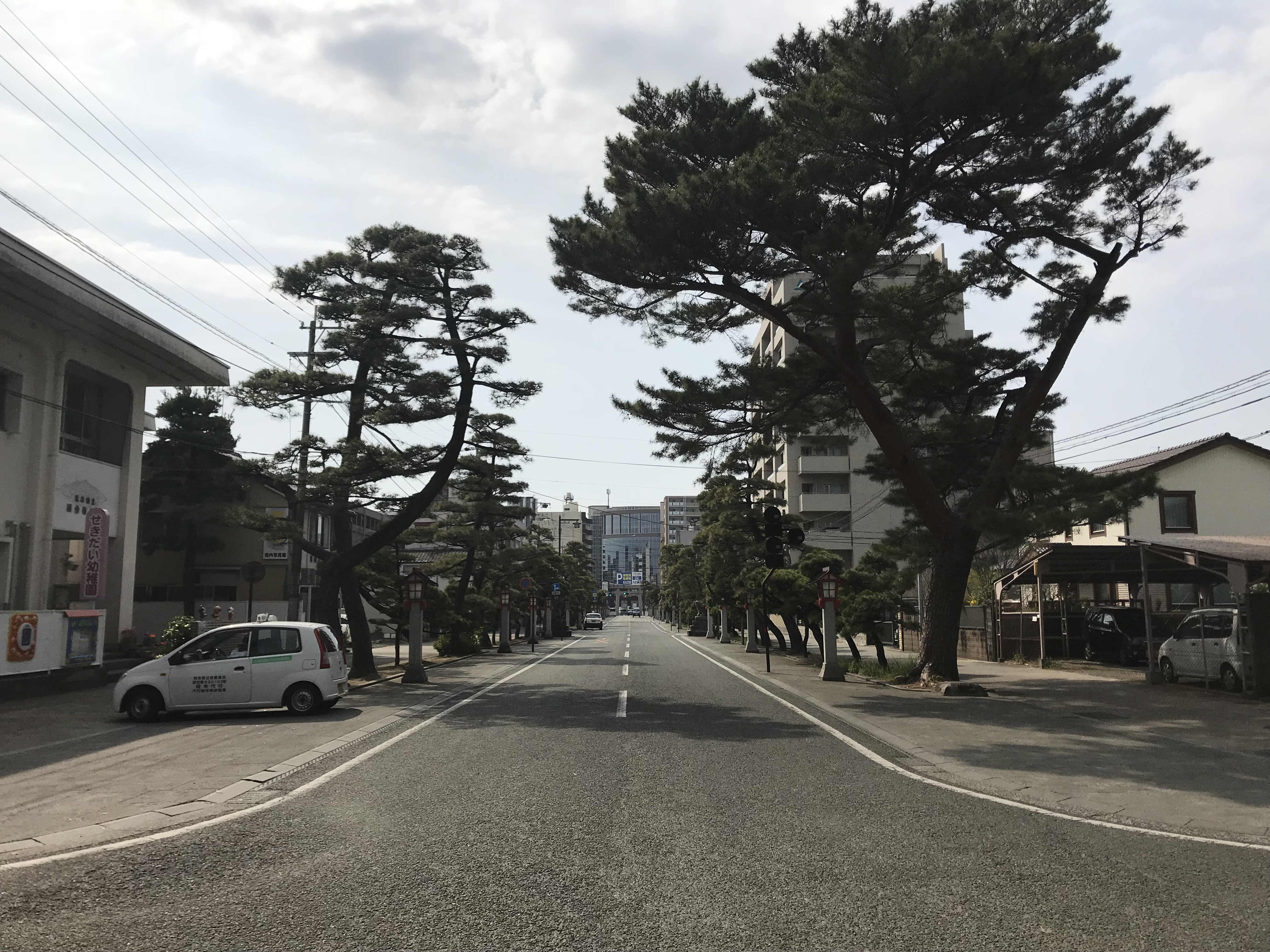
本殿側より国道3号線方向を望む。
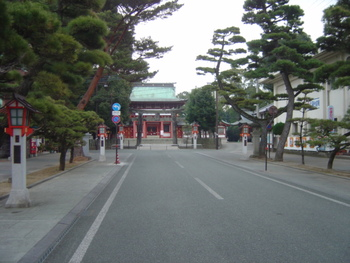
入口の鳥居から本殿までは300mほど離れている。
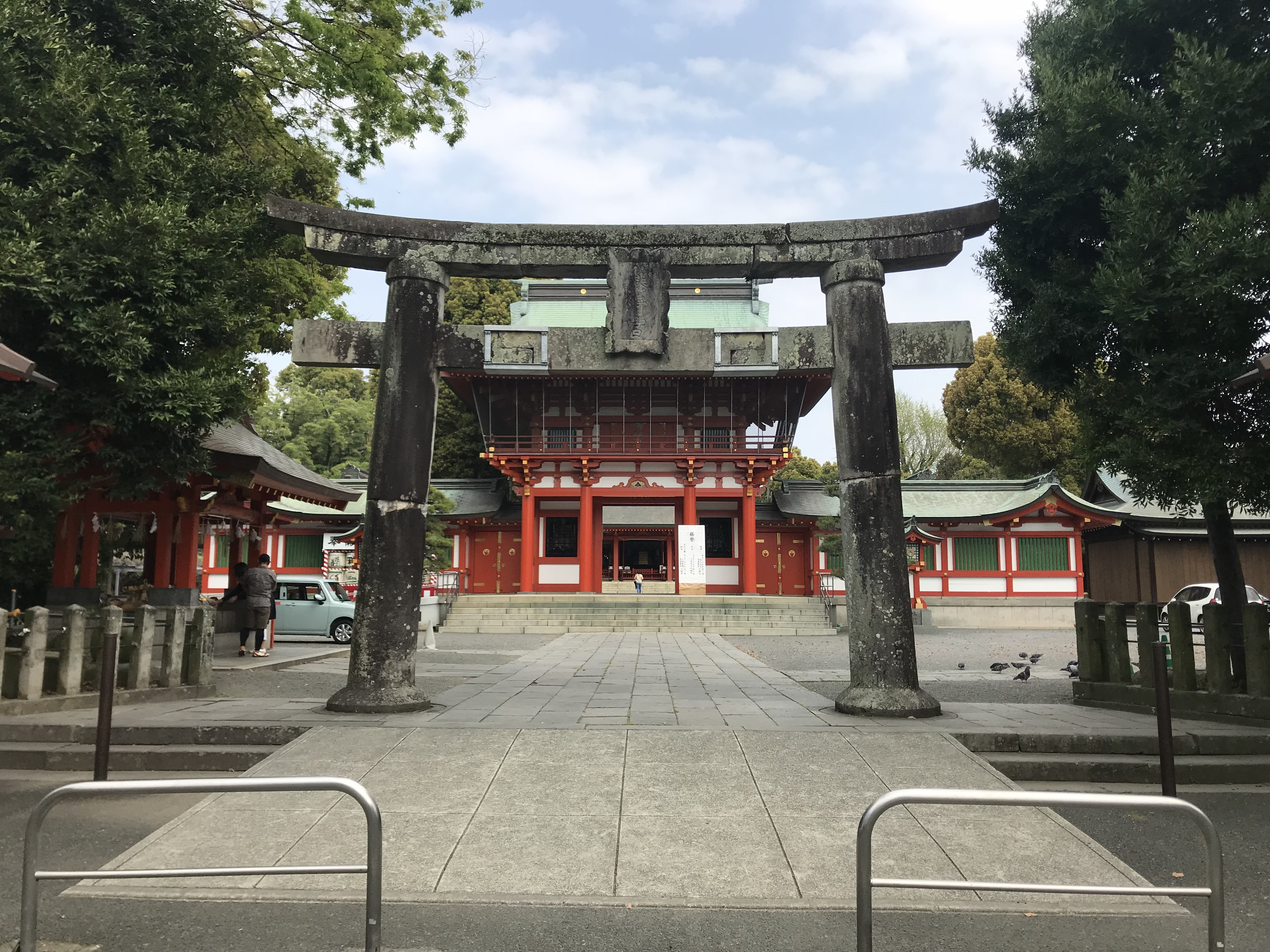
鳥居と楼門

## 大鳥居

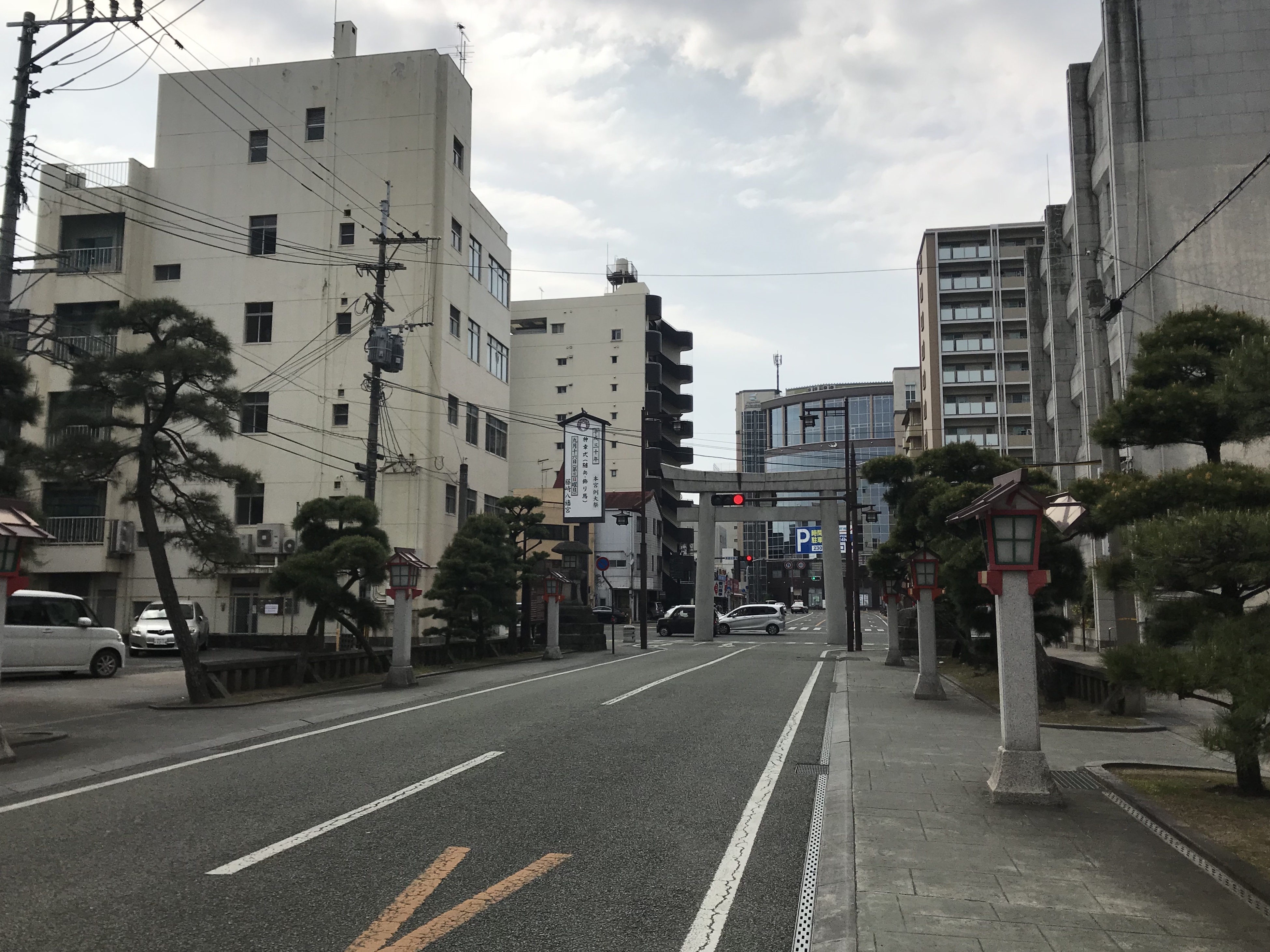
社殿側より国道3号線方向を。鳥居奥が藤崎宮前駅の駅ビル。右が福岡方向、左が鹿児島方向。

藤崎八旛宮の参道と国道3号の交差点には、高さ、幅ともに10メートルほどの大鳥居がある。鳥居の下は片側2車線が通り、その外側に左折レーンがある。
大鳥居が完成した正確な時期は不明だが、1935年より少し前に建立されたとみられ当時の参道は未舗装の歩道だった。1964年になり熊本市が参道の土地を無償で借りて市道として整備して管理することとなった。

## 交通アクセス
バス
- 藤崎宮前バス停下車、東へ約300m。（産交バス、熊本電鉄バス、熊本都市バス）

桜町バスターミナル・熊本駅方面と熊本大学・竜田口駅・菊池方面を結ぶ路線などが利用できる。
- 浄行寺バス停下車、南へ約800m。（産交バス、熊本電鉄バス、熊本都市バス）

3ヶ所に分かれている。上記の路線の他、熊本駅や上熊本駅方面を結ぶ路線も利用できる。
※熊本市中心市街地に位置するため、このほかにも他の路線が利用できるバス停がいくつかある。
鉄道
- 熊本電気鉄道藤崎線 藤崎宮前駅下車、東へ約400m。
- 熊本市電A系統・B系統 水道町停留場下車、北へ約1km。

自家用車
- 九州自動車道熊本インターチェンジより7.5km

## 関連図書
- 安津素彦・梅田義彦編集兼監修者『神道辞典』神社新報社、1968年、52頁
- 白井永二、土岐昌訓 編『神社辞典』東京堂出版、1979年、299-300頁。
- 鈴木喬『熊本の神社と寺院』熊本日日新聞社、1980年、18-19頁。
- 『熊本県の地名』平凡社〈日本歴史地名大系44〉、1985年、475頁。
- 角川日本地名大辞典編纂委員会 編『角川日本地名大辞典43 熊本県』角川書店、1987年、957-958頁。